# Drepanosticta bispina
Drepanosticta bispina – gatunek ważki z rodziny Platystictidae.